# گروپ ۱ اتوموتیو
گروپ ۱ اتوموتیو (انگلیسی: Group 1 Automotive) شرکت نمایندگی خودروی آمریکایی است، که در سال ۱۹۹۷ تأسیس شد.